# Campeonato Sul-Americano de Futebol de 1963
O Campeonato Sul-Americano de Futebol de 1963 foi a 28ª edição da competição entre seleções da América do Sul realizada entre 10 e 31 de março de 1963. 
Participaram da disputa sete seleções: Argentina, Bolívia, Brasil, Colômbia, Equador, Paraguai e Peru. As seleções jogaram entre si em turno único. A sede da competição foi a Bolívia e a seleção anfitriã foi a campeã.
A competição foi esvaziada com a Argentina e o Brasil enviando equipes alternativas. E o Uruguai renunciando a participar.
É o único título da história da Seleção principal da Bolívia.

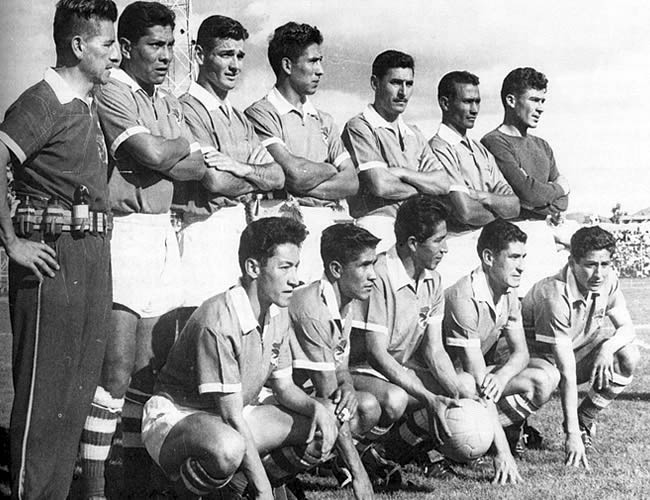
Jogadores da Seleção Boliviana, que venceu o torneio.

## Organização

### Sede
| La Paz                 | Cochabamba             |
| ---------------------- | ---------------------- |
| Estádio Hernando Siles | Estádio Félix Capriles |
| Capacidad: 30 000      | Capacidad: 20 000      |
|                        |                        |

### Árbitros
- Arturo Yamasaki.
- João Etzel Filho.
- José Dimas Larrosa.
- Luis Ventre.
- Tomás Antruejo.
- Ovidio Orrego.

## Tabela
- 10 de Março:  Bolívia 4-4  Equador - Estádio Hernando Siles, La Paz
- 10 de Março:  Argentina 4-2  Colômbia - Estádio Félix Capriles, Cochabamba
- 10 de Março:  Brasil 1-0  Peru - Estádio Félix Capriles, Cochabamba

- 13 de Março:  Peru 2-1  Argentina - Estádio Félix Capriles, Cochabamba
- 14 de Março:  Paraguai 3-1  Equador - Estádio Hernando Siles, La Paz
- 14 de Março:  Brasil 5-1  Colômbia - Estádio Hernando Siles, La Paz

- 17 de Março:  Bolívia 2-1  Colômbia - Estádio Félix Capriles, Cochabamba
- 17 de Março:  Peru 2-1  Equador - Estádio Hernando Siles, La Paz
- 17 de Março:  Paraguai 2-0  Brasil - Estádio Hernando Siles, La Paz

- 20 de Março:  Paraguai 3-2  Colômbia - Estádio Félix Capriles, Cochabamba
- 20 de Março:  Argentina 4-2  Equador - Estádio Félix Capriles, Cochabamba
- 21 de Março:  Bolívia 3-2  Peru - Estádio Hernando Siles, La Paz

- 24 de Março:  Peru 1-1  Colômbia - Estádio Hernando Siles, La Paz
- 24 de Março:  Argentina 3-0  Brasil - Estádio Hernando Siles, La Paz
- 24 de Março:  Bolívia 2-0  Paraguai - Estádio Félix Capriles, Cochabamba

- 27 de Março:  Brasil 2-2  Equador - Estádio Félix Capriles, Cochabamba
- 27 de Março:  Paraguai 4-1  Peru - Estádio Félix Capriles, Cochabamba
- 28 de Março:  Bolívia 3-2  Argentina - Estádio Hernando Siles, La Paz

- 31 de Março:  Argentina 1-1  Paraguai - Estádio Hernando Siles, La Paz
- 31 de Março: Bolívia 5-4  Brasil - Estádio Félix Capriles, Cochabamba
- 31 de Março:  Equador 4-3  Colômbia - Estádio Hernando Siles, La Paz

## O jogo do título[4]
| 31 de março | Bolívia                                                  | 5 – 4     | Brasil                                          | Estádio Félix Capriles, Cochabamba     |
|             | Ugarte 22', 84' · Camacho 44' · García 48' · Alcócer 60' | Relatório | Flávio 17', 64' · Almir 38' · Marco Antônio 68' | Público: 25 000 Árbitro: Ovidio Orrego |

Bolívia: López; Cainzo, Espinoza, Vargas e Ramírez; Camacho e García; Blacut, Alcócer, Ugarte e Castillo. Técnico: Danilo Alvim
Brasil: Silas; Jorge (Massinha), Procópio, Cláudio e Geraldino; Ilton Vaccari e Tião Macalé; Almir, Marco Antônio, Flávio e Oswaldo. Técnico: Aymoré Moreira

## Classificação final
| Pos. | Seleção   | P  | J | V | E | D | GP | GC | SG |
| ---- | --------- | -- | - | - | - | - | -- | -- | -- |
| 1    | Bolívia   | 11 | 6 | 5 | 1 | 0 | 19 | 13 | +6 |
| 2    | Paraguai  | 9  | 6 | 4 | 1 | 1 | 13 | 7  | +6 |
| 3    | Argentina | 7  | 6 | 3 | 1 | 2 | 15 | 10 | +5 |
| 4    | Brasil    | 5  | 6 | 2 | 1 | 3 | 12 | 13 | -1 |
| 5    | Peru      | 5  | 6 | 2 | 1 | 3 | 8  | 11 | -3 |
| 6    | Equador   | 4  | 6 | 1 | 2 | 3 | 14 | 18 | -4 |
| 7    | Colômbia  | 1  | 6 | 0 | 1 | 5 | 10 | 19 | -9 |

| Campeonato Sul-Americano de 1963 |
| -------------------------------- |
| BOLÍVIA Campeão (1º título)      |

### Goleadores
| Jogador              | Seleção | Gols |
| -------------------- | ------- | ---- |
| Carlos Alberto Raffo | EQU     | 6    |
| Máximo Alcócer       | BOL     | 5    |
| Flávio Minuano       | BRA     | 5    |
| Mario Rodríguez      | ARG     | 5    |
| Eladio Zárate        | PAR     | 5    |

### Melhor jogador do torneio
- Ramiro Blacut

## Campanha do Brasil
A base do Brasil era a seleção de Minas Gerais, vencedora do Campeonato Brasileiro de Seleções Estaduais de 1962, completada por atletas como Amauri, do Comercial, Almir, do Taubaté, e Altamiro, do São Cristóvão. O treinador era Aymoré Moreira, que foi o treinador do Brasil na Copa do Mundo FIFA de 1962.
O Brasil estreou derrotando o Peru 1 a 0. Flavio para Osvaldo.  No segundo jogo, Brasil 5 a 1 Colômbia. Hilton para Flávio. Flávio para Marco Antonio, que driblou o defensor e chutou com violência. Osvaldo em chute de longa distância. Flavio completou jogada de Ari. Fernando aproveitou bobeira da zaga colombiana. Gamboa de falta descontou.  Na terceira rodada, o Brasil perdeu para o Paraguai por 2 a 0. Felix Arámbulo e Juan Ayala marcaram os gols do confronto. O Brasil voltou a perder por 3 a 0 para a Argentina. Gols de Raul Savoy, Mario Rodriguez e Ernesto Juarez. 
Brasil 2 a 2 com o Equador. Osvaldo aproveitou um passe errado do goleiro equatoriano para abrir o placar. Osvaldo em outro tiro de longa distância. 2 a 0. Raffo e Larraya empataram o jogo.  O Brasil já estava eliminado, e perdeu para a Bolívia em jogo que decidiu o título. Almir para Flavio. 1 a 0. Ugarte. 1 a 1. Flavio em jogada individual. 2 a 1. Camacho. 2 a 2. García. 2 a 3. Alcacer. 2 a 4. Ugarte de penalti 2 a 5. Marco Antonio fez dois gols. 4 a 5. 